# 韋羅妮卡·坎貝爾

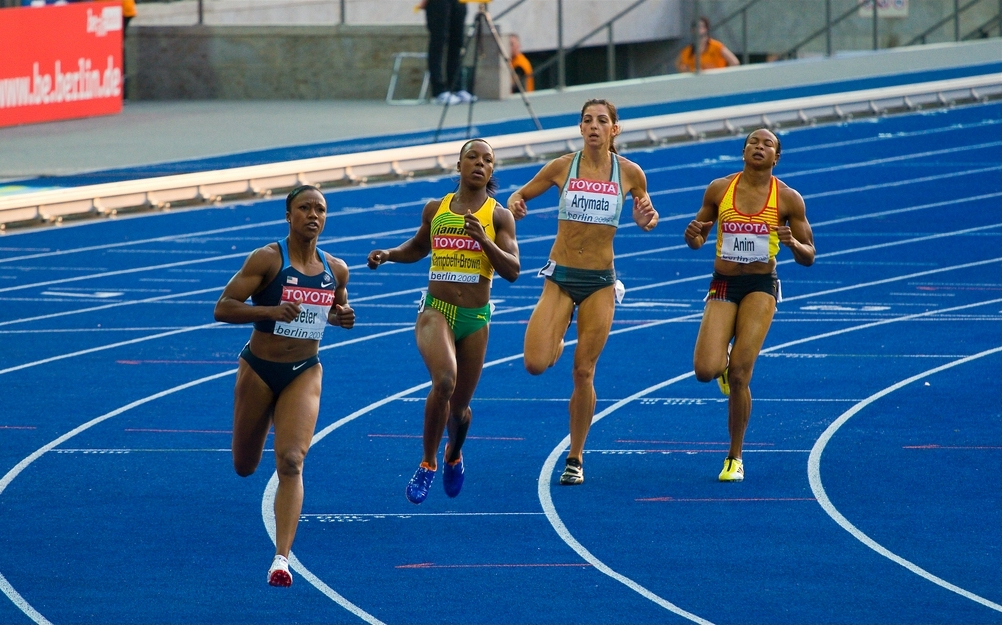
2009年世界田徑錦標賽100公尺半決賽

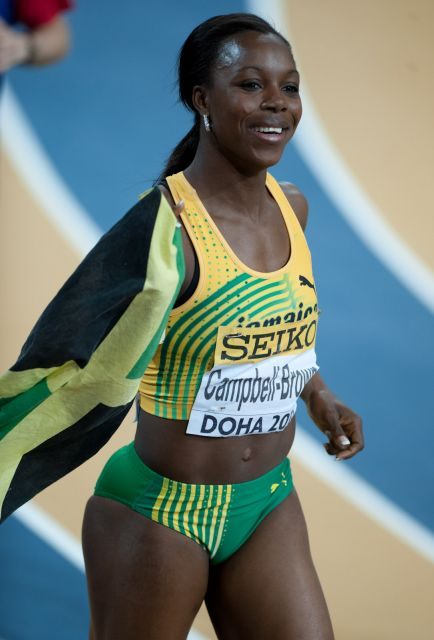
2010年世界室內田徑錦標賽

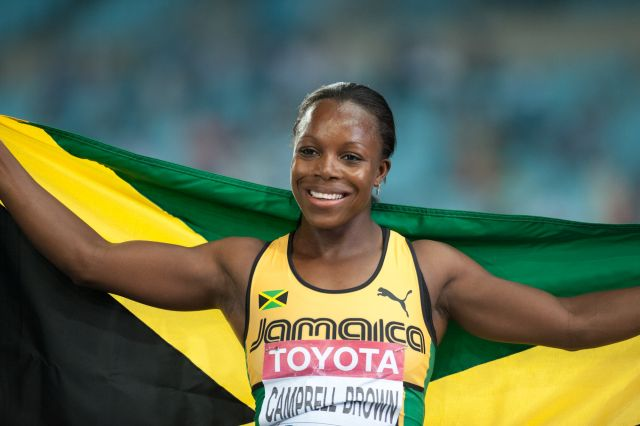
2011年世界田徑錦標賽100公尺賽後

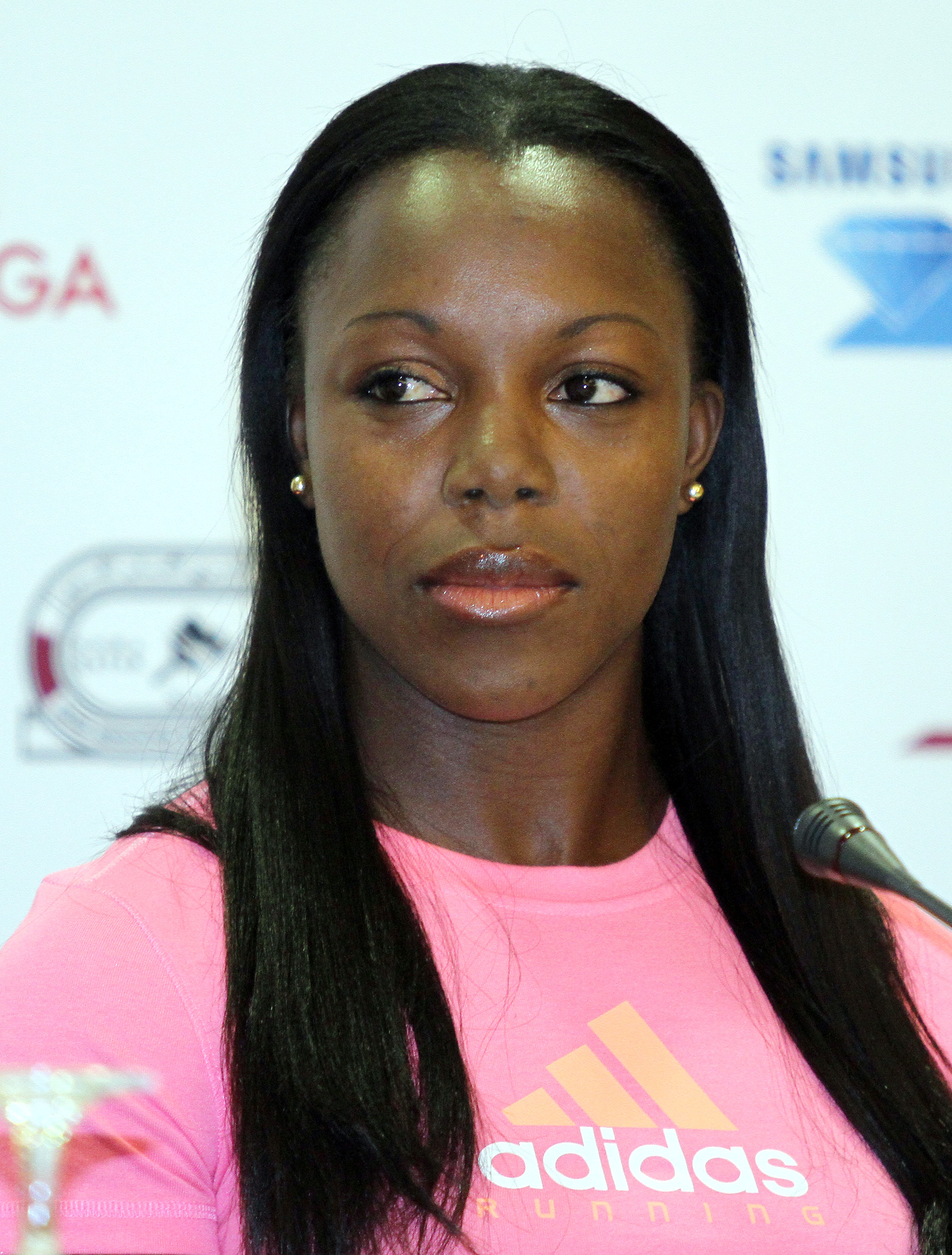
2012年鑽石聯賽多哈站賽前記者會

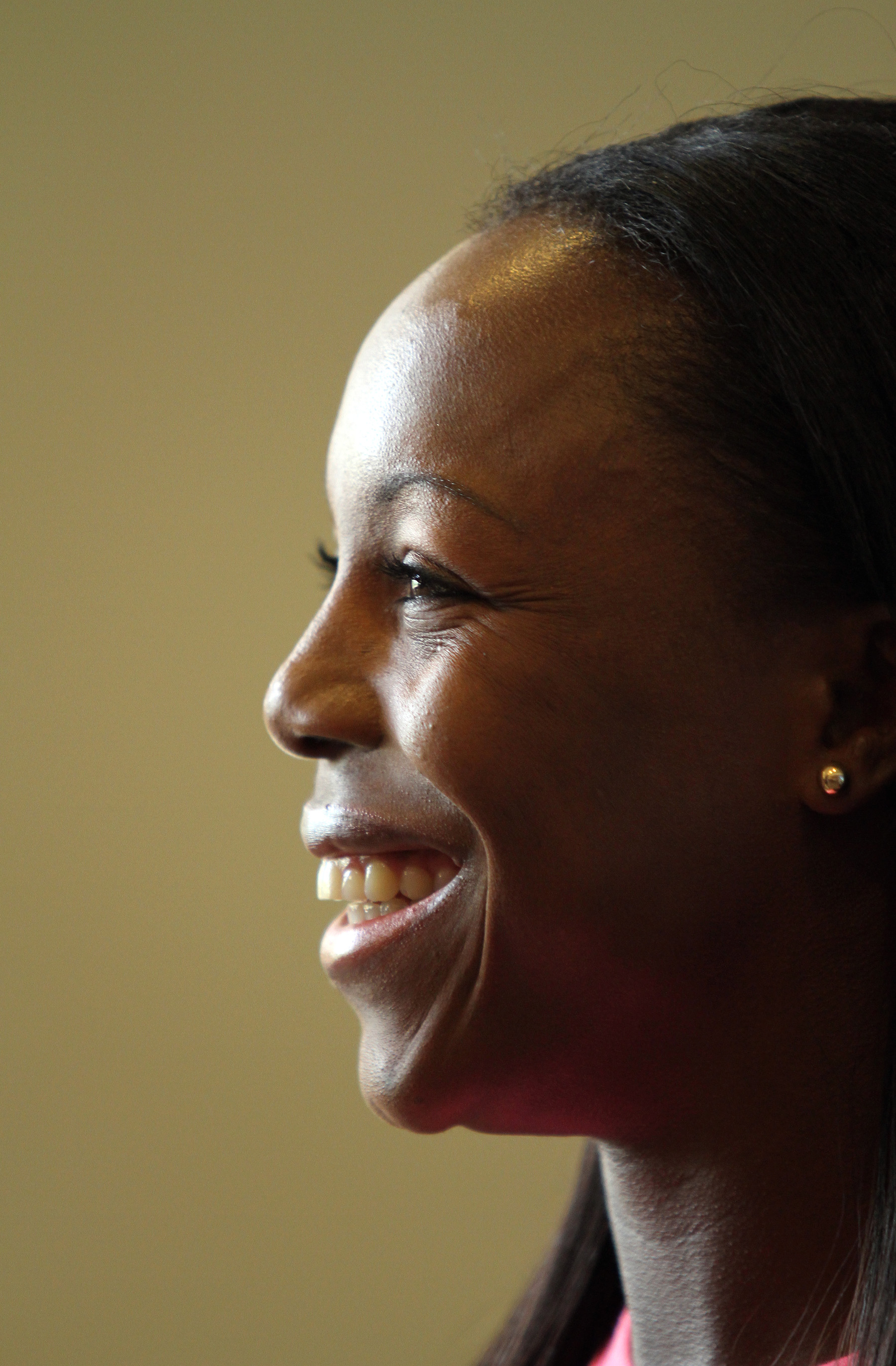
2012年鑽石聯賽多哈站賽前記者會

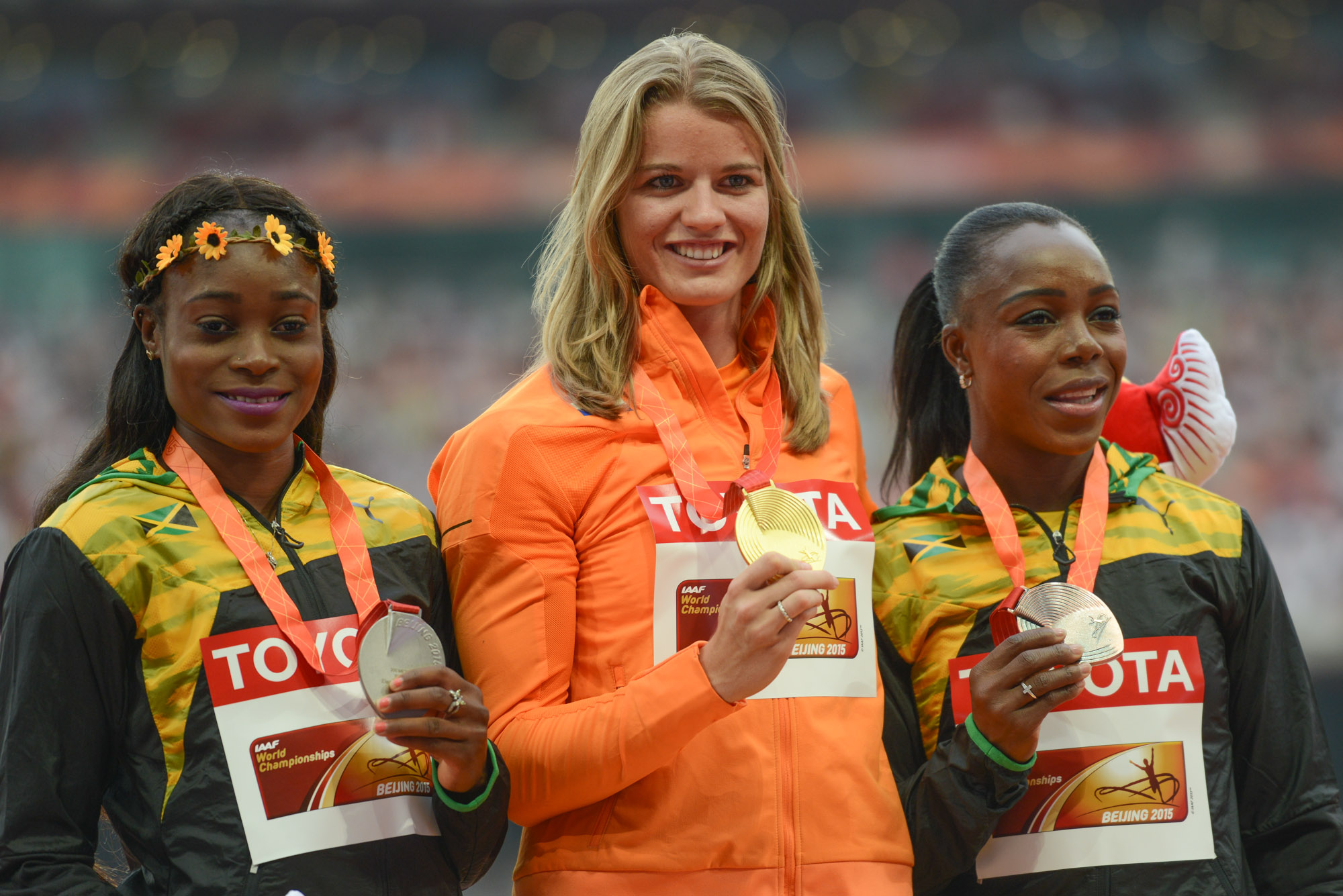
2015年世界田徑錦標賽200公尺頒獎，Dafne Schippers（第一名）、Elaine Thompson（第二名）、Veronica Campbell（第三名）

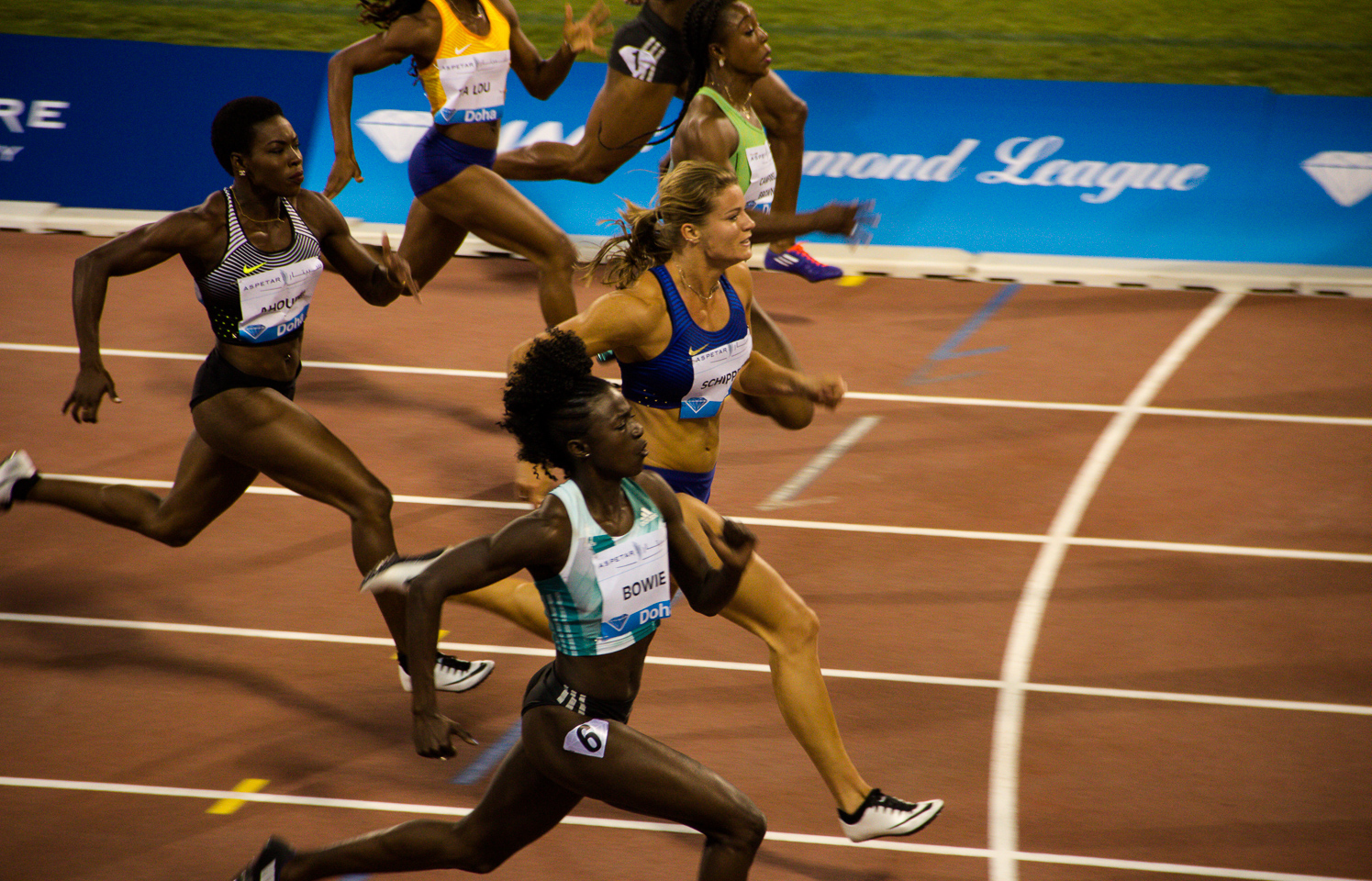
2016年鑽石聯賽多哈站

韦罗妮卡·坎贝尔-布朗（英語：Veronica Campbell-Brown，1982年5月15日—），牙买加女子短跑运动员。她曾经获得5枚奥运会奖牌。在2008年夏季奥林匹克运动会上，她用时21.74秒跑完200米，成为第2个两次获得奥运会女子200米比赛冠军的选手。此前，德国的贝贝尔·沃凯尔在1976年和1980年的奥运会上也曾两次夺冠。

## 外部連結
- 韋羅妮卡·坎貝爾在国际奥林匹克委员会的资料
- 韋羅妮卡·坎貝爾在的頁面